# Ian Charleson Hedge
Ian Charleson Hedge (1928-2022) fue un botánico escocés.

## Biografía
Perteneció al personal científico del "Real Jardín Botánico de Edimburgo". Fue un importante contribuyente a la Flora de Irán y de Iraq".

## Algunas publicaciones
- 2010. I.C. Hedge, Siegmar-Walter Breckle. Field Guide Afghanistan Flora and Vegetation. 864 p.
- 1997. Chenopodiaceae[2]
- 1990. Labiatae. I.C. Hedge, S.I. Ali, Yasin J. Nasir.[3]
- 1989. Davis, P.H.; I.C. Hedge; K. Tan; R.R. Mill. Plant Taxonomy, Phytogeography and Related Subjects: Davis and Hedge Festschrift
- 1987. Umbelliferae. I.C. Hedge editor, Karl Heinz Rechinger Hedge, Ian C.
- 1985. Flora of Cyprus. I.C. Hedge (R.D. Meikle, editor) Real Jardín Botánico de Kew.
- 1982. Flora of Turkey and the eastern Aegaean Islands, v. 7 Labiatae. I.C. Hedge, P.H Davis, Edimburgo: Edinburgh University Press[4]
- 1975. Aizoaceae. I.C. Hedge, Jennifer M. Lamond.[5]
- 1975. Molluginaceae. I.C. Hedge, Jennifer M. Lamond.[6]
- 1975. Iridaceae: Aizoaceae. K.H. Rechinger, Per Wendelbo, Brian Mathew, I.C. Hedge, Jennifer M. Lamond, Jindrich Chrtek, Bohdan Křísa, Henriëtte Dorothea Schotsman, Harald Riedl.[7]
- 1974. A revision of Salvia in Africa and the Canary Islands.[4]
- 1971. Davis, P.H.; Harper, P.C.; I.C. Hedge (eds.) Plant life of South-West Asia[8]
- 1970. Flora Iranica: Capparidaceae v. 68 (Ian Charleson Hedge - 1970)[9]
- 1970. Index of collectors in the Edinburgh Herbarium, ed. I.C. Hedge y J.M. Lamond, Herbario de Edimburgo.
- 1963. Hedge, I.C.; P. Wendelbo. Studies in the Flora of Afghanistan (Årbok for Universitetet i Bergen. Mat.-naturv. serie, N.º 18

- La abreviatura «Hedge» se emplea para indicar a Ian Charleson Hedge como autoridad en la descripción y clasificación científica de los vegetales.[10]

Tiene un importante registro IPNI de 325 nombramientos de nuevas especies, publicándolas habitualmente en : Arbok Univ. Berg., Mat.-Nat.; Bot. Notiser; Fl. Turkey & E. Aegean Is.; Notes Roy. Bot. Gard. Edinburgh; Fl. Iranica; World Checkl. Seed Pl.; Pl. Syst. Evol.; Bot. Jahrb. Syst.; Fl. Kingdom Saudi Arabia; Fl. Pakistan; Fl. Madagascar; Annot. Cat. Vasc. Pl. W. Pakistan & Kashmir; Ann. Naturhist. Mus. Wien.